# Nördliche Linderspitze
Nördliche Linderspitze är ett berg i Österrike, på gränsen till Tyskland. Det ligger i distriktet Innsbruck-Land och förbundslandet Tyrolen, i den västra delen av landet. Toppen på Nördliche Linderspitze är 2 372 meter över havet.
I omgivningarna runt Nördliche Linderspitze finns i huvudsak kala bergstoppar och ängar samt längre ner barrskog. Från Mittenwald går en linbana till åsen Karwendel och sedan ansluter en vandringsled över Nördliche Linderspitze.